# Staurogyne capitata
Staurogyne capitata är en akantusväxtart som beskrevs av Eileen Adelaide Bruce. Staurogyne capitata ingår i släktet Staurogyne och familjen akantusväxter. Inga underarter finns listade i Catalogue of Life.